# Lawrence Squires
Lawrence Squires (14 tháng 3 năm 1887 - 28 tháng 1 năm 1928) là một họa sĩ Mỹ. Các tác phẩm của ông được lưu trữ tại Bảo tàng Nghệ thuật Denver, Bảo tàng Nghệ thuật Springville và Tòa nhà Đại hội Bang Utah.

## Cuộc đời
Squires sinh ngày 14 tháng 3 năm 1887 tại Thành phố Salt Lake, Utah. Để chi trả cho con đường học tập nghệ thuật của mình, ông đã làm thợ cắt tóc giống như những họ hàng của mình. Ông là một thành viên của Giáo hội các Thánh hữu Ngày sau của Chúa Giê Su Ky Tô, và thực hiện việc truyền giáo ở châu Âu trong những năm năm 1907-1910. Ông từng tham gia trong Chiến tranh thế giới thứ nhất trong một khoảng thời gian ngắn.
Squires trở thành họa sĩ dưới sự chỉ dạy của Mahonri Young ở Utah. Ông cũng theo học Kenneth Hayes Miller và Boardman Robinson tại Liên đoàn Sinh viên Nghệ thuật New York. Ông sáng tác các tác phẩm tại Thành phố Salt Lake, ngoại trừ năm 1924 khi ông sống ở Tucson, Arizona. Theo Dự án Nghệ sĩ Utah, "phong cách thành thạo và nhạy cảm về mặt kỹ thuật của ông được đánh giá cao trong nghệ thuật ở Utah".
Squires qua đời vào ngày 18 tháng 1 năm 1928, và ông được chôn cất tại Nghĩa trang Thành phố Salt Lake. Các tác phẩm của ông được lưu trữ tại Bảo tàng Nghệ thuật Denver, Bảo tàng Nghệ thuật Springville và Tòa nhà Đại hội Bang Utah.